# Landolphia nitens
Landolphia nitens är en oleanderväxtart som beskrevs av Lassia. Landolphia nitens ingår i släktet Landolphia och familjen oleanderväxter. Inga underarter finns listade i Catalogue of Life.